# Jakob Georg Agardh
Pour les articles homonymes, voir Agardh.
Jakob Georg Agardh est un botaniste suédois, né le 8 décembre 1813 à Lund et mort le 17 janvier 1901 dans cette même ville.

## Biographie
Jakob Georg Agardh est le fils du botaniste Carl Adolph Agardh (1785-1859). Après ses études de sciences naturelles, il devient professeur de botanique à l’université de Lund. Membre de l’Académie royale des sciences de Suède, il étudie principalement les algues et leur systématique, notamment les Cyanophyceae. Il reçoit la médaille linnéenne en 1897.

## Publications
- Species, Genera et Ordines Algarum (4 vols., Lund, 1848–63)